# 尼日內 (圖爾卡區)
49°1′5″N 22°59′55″E / 49.01806°N 22.99861°E
尼日內（烏克蘭語：Нижнє），是烏克蘭西部的村莊，隸屬利維夫州的桑比爾區。該村始建於1570年，面積1.2平方公里，海拔高度619米，2001年該村落人口547。